# Бланзи-ла-Салоннез
Бланзи́-ла-Салонне́з (фр. Blanzy-la-Salonnaise) — коммуна во Франции, находится в регионе Шампань — Арденны. Департамент коммуны — Арденны. Входит в состав кантона Асфельд. Округ коммуны — Ретель.
Код INSEE коммуны — 08070.
Коммуна расположена приблизительно в 150 км к северо-востоку от Парижа, в 65 км севернее Шалон-ан-Шампани, в 55 км к юго-западу от Шарлевиль-Мезьера.

## Население
Население коммуны на 2008 год составляло 326 человек.
| 1962 | 1968 | 1975 | 1982 | 1990 | 1999 | 2008 |
| ---- | ---- | ---- | ---- | ---- | ---- | ---- |
| 294  | 316  | 302  | 291  | 293  | 283  | 326  |

## Администрация
| Период | Период | Фамилия          | Партия | Должность |
| ------ | ------ | ---------------- | ------ | --------- |
| 2001   | 2008   | Арлетт Вильбер   |        |           |
| 2008   |        | Мари-Франс Фавро |        |           |

## Экономика
В 2007 году среди 190 человек в трудоспособном возрасте (15—64 лет) 136 были экономически активными, 54 — неактивными (показатель активности — 71,6 %, в 1999 году было 66,7 %). Из 136 активных работали 118 человек (70 мужчин и 48 женщин), безработных было 18 (8 мужчин и 10 женщин). Среди 54 неактивных 12 человек были учениками или студентами, 22 — пенсионерами, 20 были неактивными по другим причинам.

## Фотогалерея

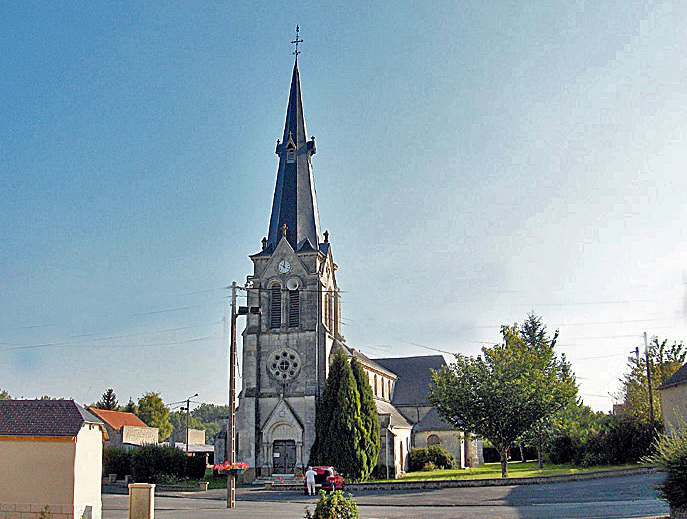
Церковь
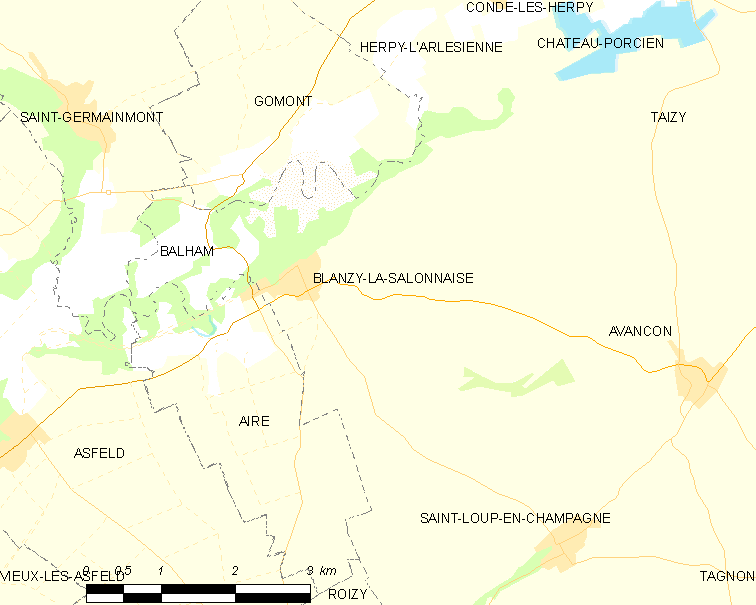
Карта коммуны